# اسید بن حضیر
اُ سـَید بن حـُـضیر (درگذشته ۲۰ قمری) با نام کامل: اسید بن حضیر بن سماک بن عتیک اشهلی اوسی از انصار و از قبیله اوس بود که پس از درگذشت محمد پیامبر اسلام در ماجرای سقیفه بنی ساعده، مردم را به بیعت با ابوبکر تشویق می‌کرد.